# Érythrisme
L'érythrisme ou érythrochromie (du grec ancien ἐρυθρός / e̍rythrós « rouge ») désigne un ensemble de phénotypes caractérisés par la couleur rouge des téguments sur toute la surface de l'anatomie de l'animal ou par zones (peau, pelage, plumage, œufs).

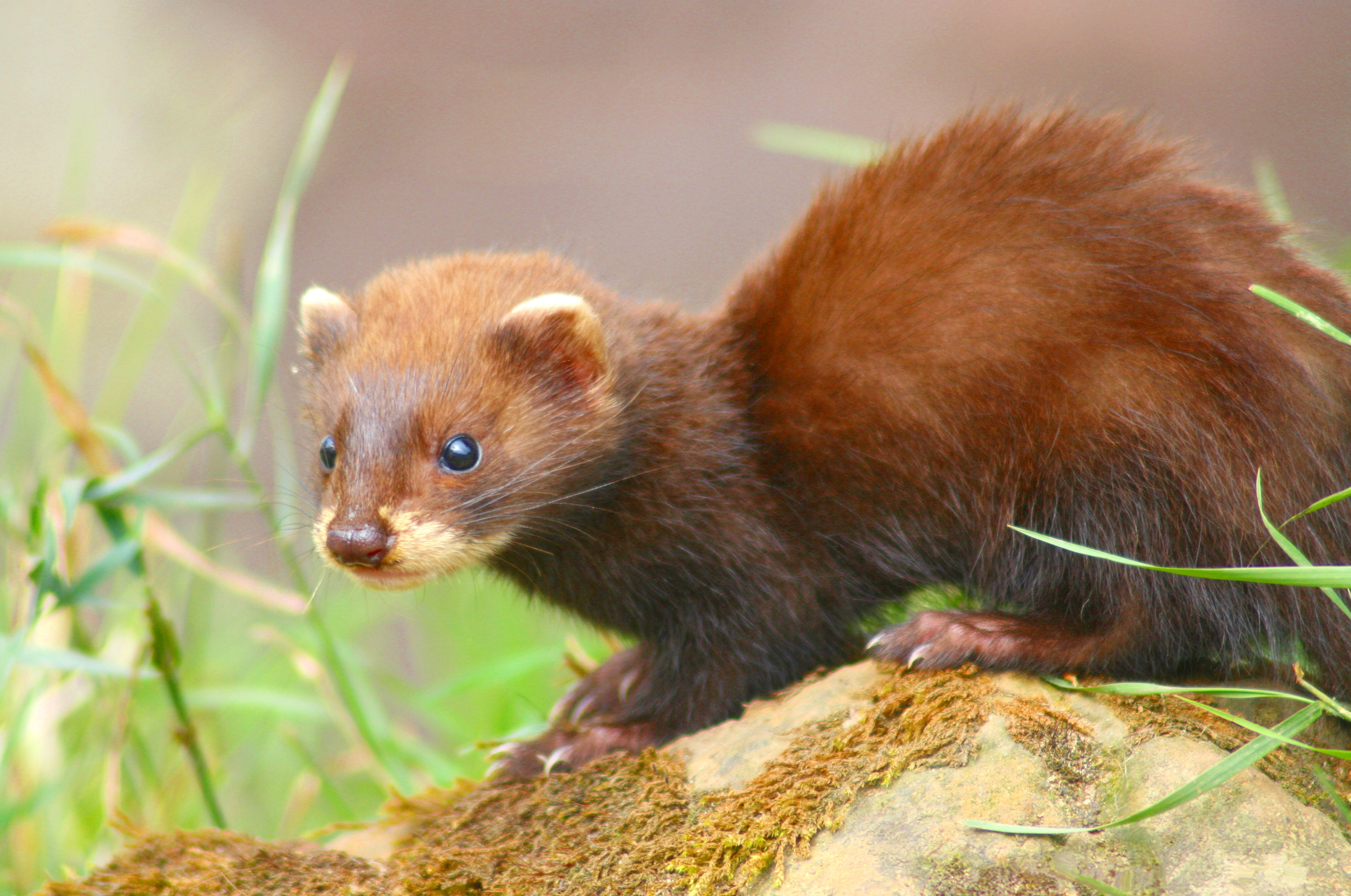
Cas d'érythrisme chez un putois

## Causes
L'érythrisme est dû à :
- des mutations génétiques : certains gènes interfèrent avec la différenciation ou la migration des chromatophores et des mélanocytes issus de la crête neurale lors de l’embryogenèse, ce qui entraînent une absence de pigment normale et / ou une production excessive d'autres pigments [2];
- l'alimentation, comme pour les abeilles qui se nourrissent de jus de marasquin[3].

## L'érythrisme chez les sauterelles
La coloration rose ou rougeâtre peut être un camouflage qui aide certains individus à leur survie dans un milieu composé de plantes rouges. Il est également admis que la mutation érythrique est en fait un trait dominant chez les espèces de sauterelle, même si elle est défavorable, en raison de la coloration majoritairement verte de leur biotope. Par conséquent, la plupart des sauterelles de couleur rose ou d'autres couleurs vives ne survivent pas à l'âge adulte, et cette observation explique leur rareté.

Cas d'érythrisme chez les sauterelles
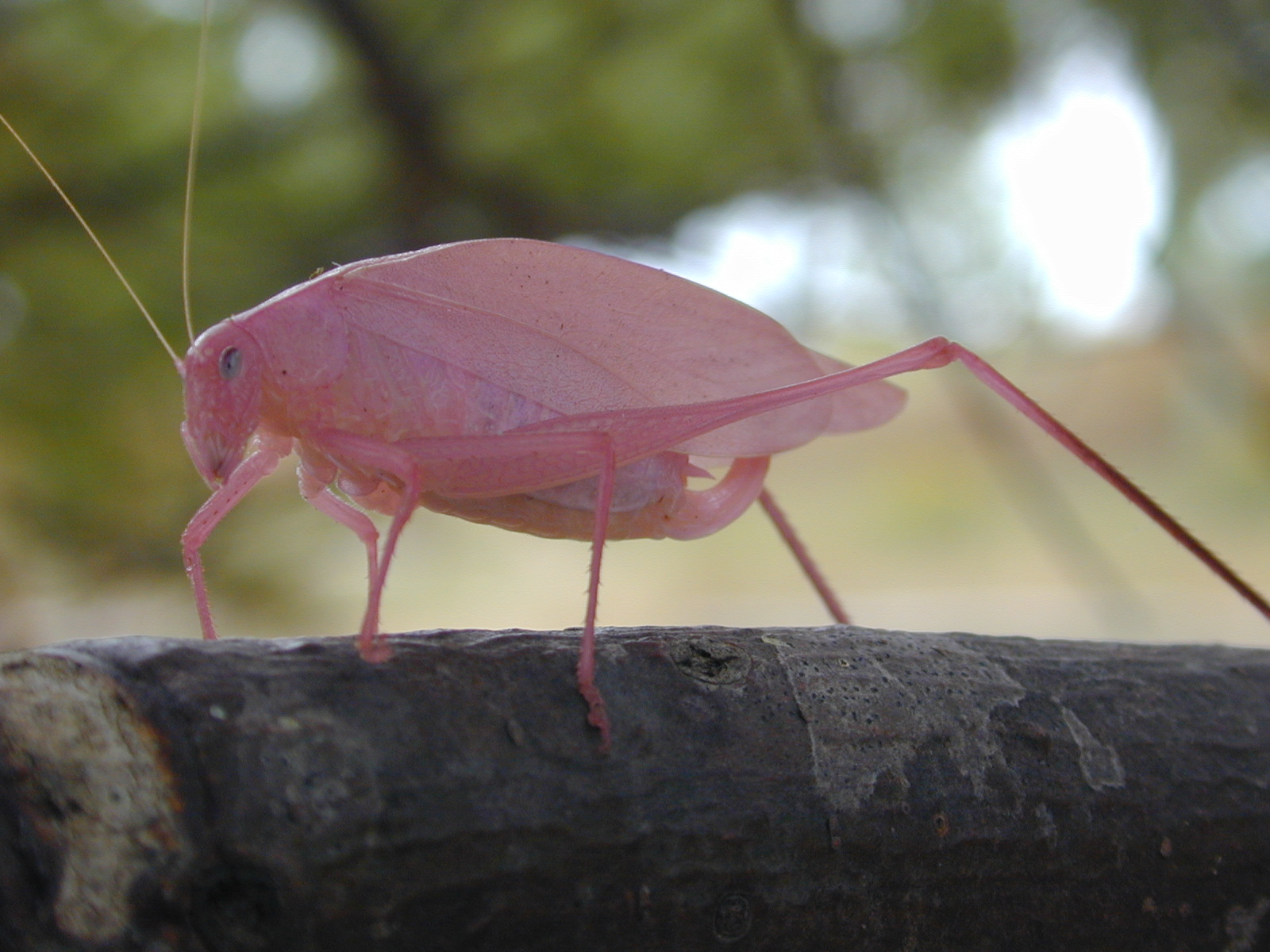
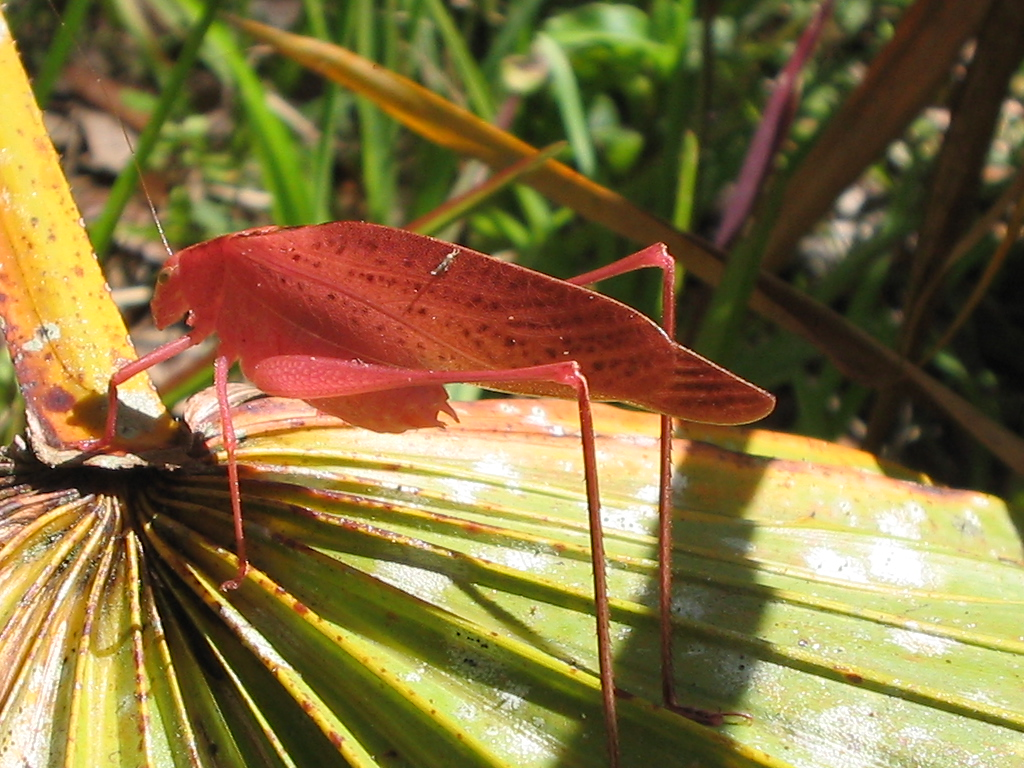
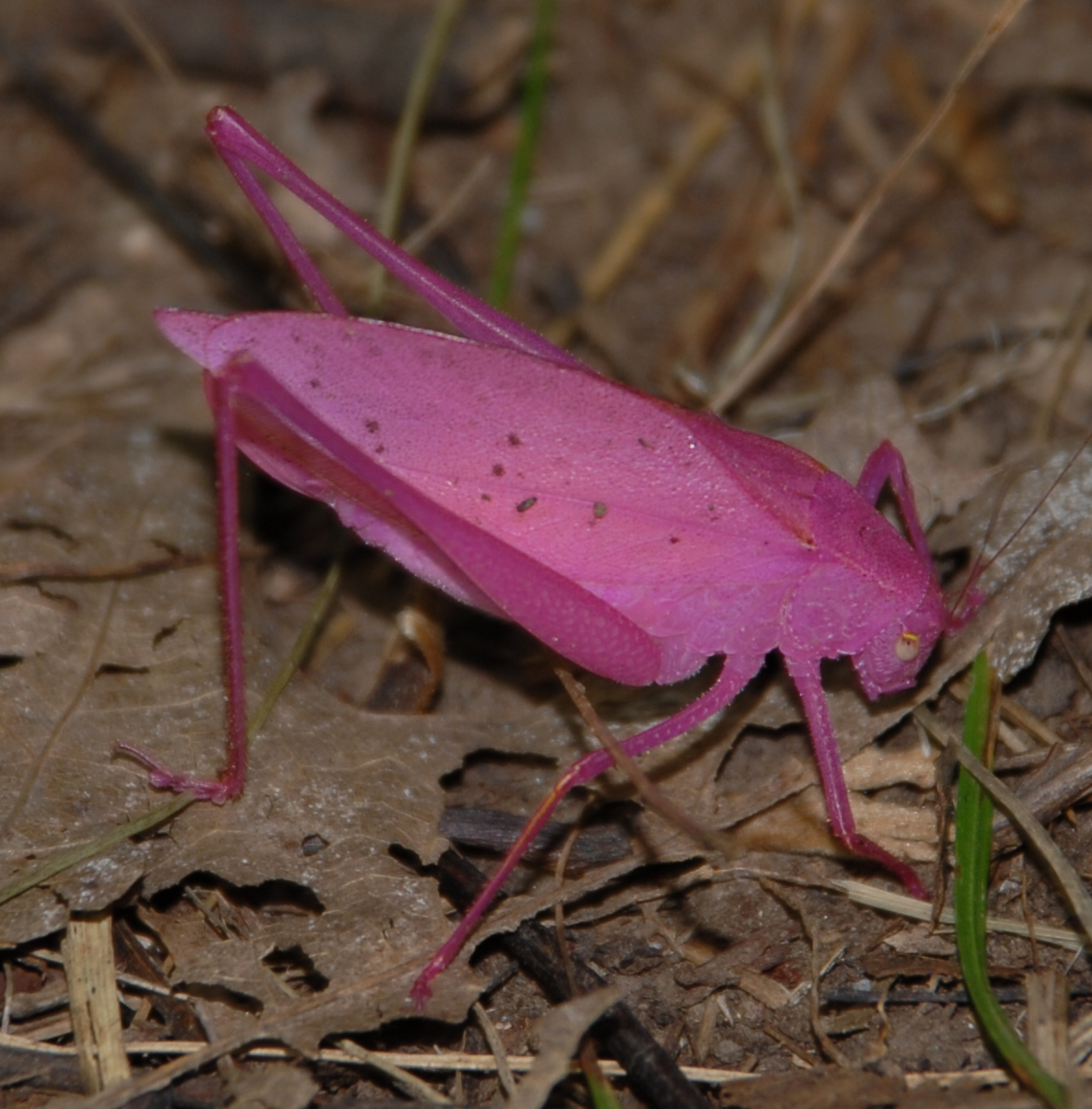